# Sonic Youth Recordings
Sonic Youth Recordings este o casă de discuri americană fondată în anul 1996.